# Ohrenlerche

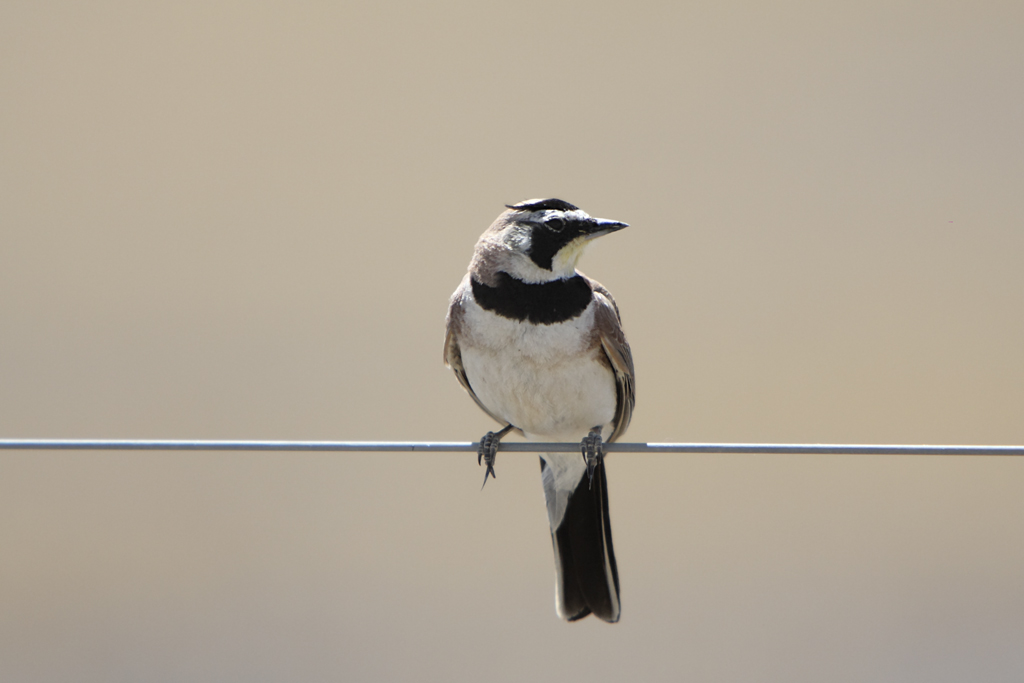
Nordamerikanische Unterart

Ohrenlerche in Ystad 2009.

Die Ohrenlerche (Eremophila alpestris) ist eine Sperlingsvogelart aus der Familie der Lerchen innerhalb der nur zwei Arten umfassenden Gattung Eremophila. Sie ist im Sommer durch eine Gesichtsmaske und schwarze, spitz zulaufende Federhörner, trivial „Teufelshörner“ genannt, gekennzeichnet. Beim Weibchen sind diese kürzer und die Gesichtsmaske ist blasser, weniger kontrastierend. Die Körperlänge dieser Lerchenart beträgt zwischen 16 und 17 cm. 
Das Verbreitungsgebiet der Ohrenlerche ist sehr groß. Als holarktisch verbreiteter Brutvogel kommt die Art vom Atlasgebirge Marokkos bis nach Nord- und Südamerika vor. Sie ist ein regelmäßiger Wintergast an den Küsten Mitteleuropas. 

## Lebensraum
Baum- und strauchlose Gegenden werden von der Ohrenlerche bevorzugt, diese findet sie in südlichen Gebieten oberhalb der Baumgrenze und in der nördlichen Flechtentundra sowie in den nordamerikanischen Great Plains. So gilt sie in North Dakota beispielsweise als der häufigste Brutvogel. Manchmal findet man sie auch an Ufern von Seen oder an der Küste.
In südlichen Verbreitungsgebieten ist die Ohrenlerche meist ein Standvogel, während nördliche Populationen im Winter nach Süden, vorzugsweise in Küstenbereiche, ziehen. Während sie im Brutgebiet häufig sehr scheu sind, zeigen Wintergäste häufig ein vertrauteres Verhalten.

## Verbreitung und Unterarten

Verbreitungsgebiet der Ohrenlerche:
Brutgebiete
Ganzjähriges Vorkommen
Migration
Überwinterungsgebiete

Die Ohrenlerche brütet im nördlichen Europa, in Gebirgen des südöstlichen Europa, im nordwestlichen Afrika, in Asien und in Nordamerika von hocharktischen Gebieten bis zur Landenge von Tehuantepec. Es existiert auch eine isolierte Unterart, E. a. peregrina, im Hochland von Kolumbien, welche die einzige Lerche Südamerikas ist.
Von der Ohrenlerche werden bis zu 40 Unterarten unterschieden. Die Nominatform, E. a. alpestris, brütet in einem Gebiet, das sich von der südöstlichen Baffininsel bis zur nördlichen Labrador-Halbinsel nach Süden streckt. Die nordeuropäische Unterart ist E. a. flava, die im gesamten nördlichen Asien bis zur Beringstraße vorkommt. Der Übergang zwischen den einzelnen Unterarten erfolgt bezüglich des Aussehens schrittweise.

## Fortpflanzung

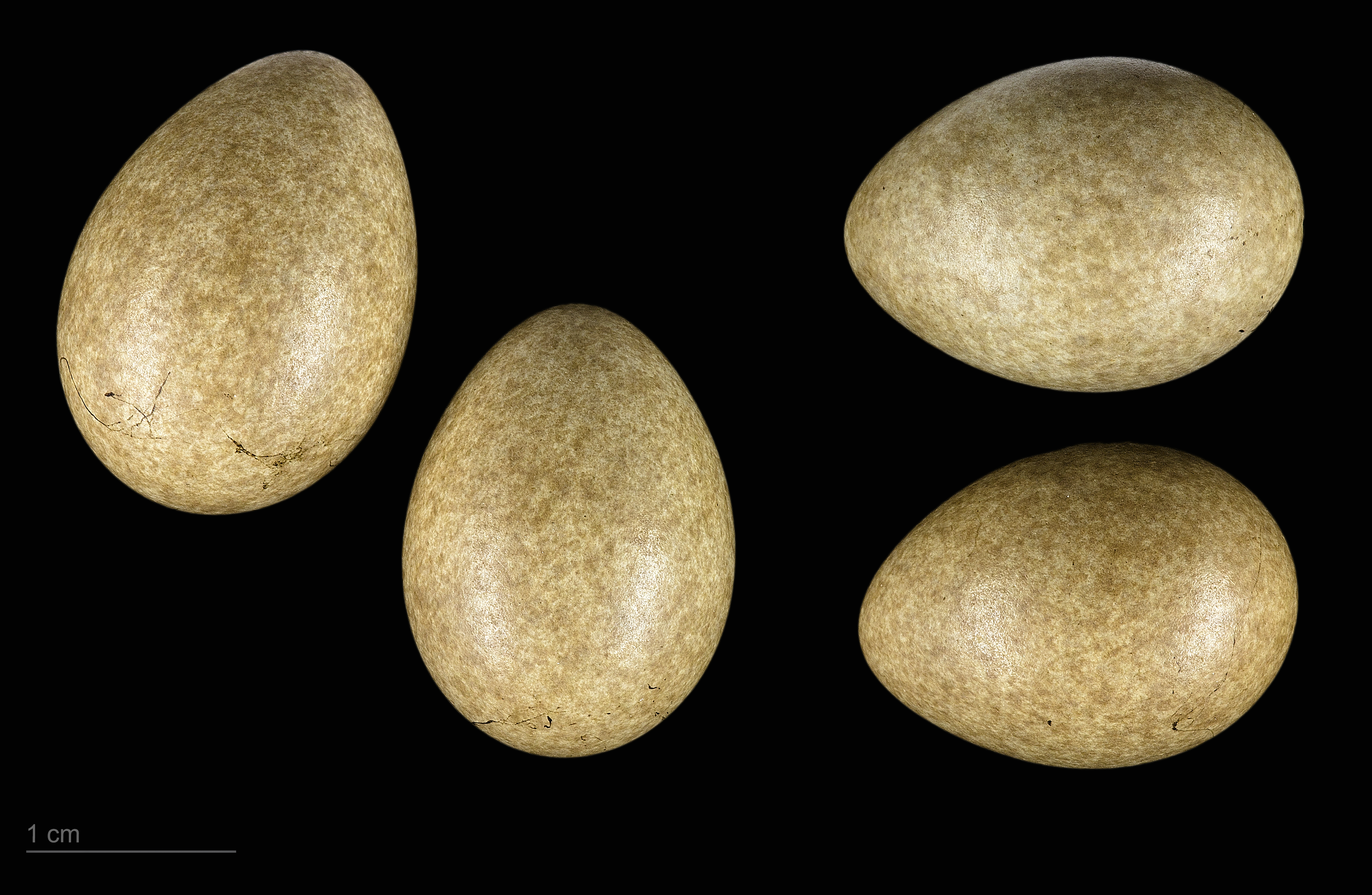
Eremophila alpestris flava, Sammlung Museum von Toulouse

Ohrenlerchen erreichen die Geschlechtsreife in ihrem ersten Lebensjahr. Sie gehen eine monogame Saisonehe ein. 
Das Nest liegt meist gut verborgen unter einem Busch in einer gut isolierten Mulde. Die Brutzeit ist von Juni bis Juli. In dieser Zeit werden meist 4 Eier 10 bis 14 Tage bebrütet. Es brütet nur der weibliche Elternvogel. Die Nestlingsdauer beträgt 9 bis 12 Tage. Das Weibchen hudert die Nestlinge während der ersten fünf Tage, sie werden jedoch von beiden Elternvögeln gefüttert.

## Nahrung
Auf dem Speiseplan stehen Insekten und Sämereien.

## Stammesgeschichte
Aus dem Permafrostgebiet von Jakutien in Nordasien wurde im Jahr 2020 über einen tiefgefrorenen Kadaver einer Ohrenlerche berichtet. Dieser stammt vom Ufer des Tirechtjach, der zum Einzugsgebiet der Indigirka gehört. Das Individuum ist radiometrischen Datierungen zufolge rund 42.600 Jahre alt.

## Belege

### Einzelbelege
1. ↑  Paul A. Johnsgard: Great Wildlife of the Great Plains. University Press of Kansas, 2003, ISBN 0-7006-1224-6, S. 84–85
2. ↑   Bauer et al., S. 144
3. ↑  Nicolas Dussex, David W. G. Stanton, Hanna Sigeman, Per G. P. Ericson, Jacquelyn Gill, Daniel C. Fisher, Albert V. Protopopov, Victoria L. Herridge, Valery Plotnikov, Bengt Hansson und Love Dalén: Biomolecular analyses reveal the age, sex and species identity of a near-intact Pleistocene bird carcass. Communications Biology 3, 2020, S. 84, doi:10.1038/s42003-020-0806-7